# Elżbieta Michalczak

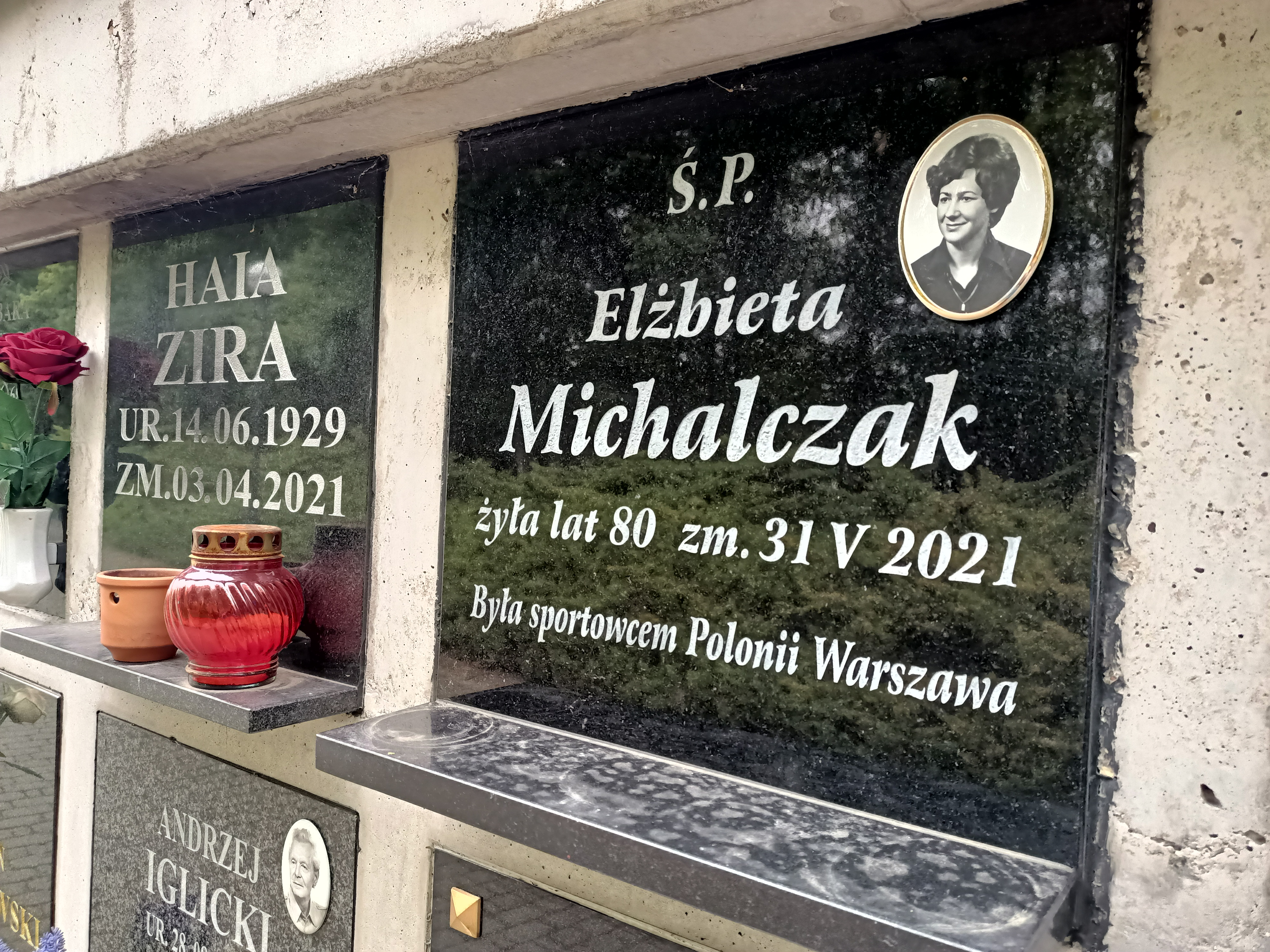
Grób na Cmentarzu Komunalnym Północnym w Warszawie

Elżbieta Michalczak (ur. 25 kwietnia 1941 w Poznaniu, zm. 31 maja 2021) – polska lekkoatletka, specjalistka pchnięcia kulą, dwukrotna mistrzyni Polski.

## Kariera sportowa
Zdobyła mistrzostwo Polski w pchnięciu kulą  na otwartym stadionie w 1968 i 1969, wicemistrzostwo w 1965 i 1967 oraz brązowe medale w 1966 i 1970. Była również wicemistrzynią mistrzostw Polski w rzucie dyskiem w 1969 i brązową medalistką w 1971.
W latach 1965–1969 startowała w jedenastu meczach reprezentacji Polski (12 startów) w pchnięciu kulą i rzucie dyskiem, bez zwycięstw indywidualnych.
Rekordy życiowe:
| Konkurencja    | Data i miejsce            | Wynik |
| -------------- | ------------------------- | ----- |
| pchnięcie kulą | 14 sierpnia 1972, Sittard | 15,21 |
| rzut dyskiem   | 26 czerwca 1971, Warszawa | 49,98 |

Była zawodniczką Odry Wrocław, Lecha Poznań i Polonii Warszawa.
Zmarła 21 maja 2021 i została pochowana na cmentarzu komunalnym Północnym na Wólce Węglowej (kwatera: B-IV-1 rząd:10, grób:39).